# Stachybotrys
Genre
Stachybotrys est un genre de champignons de la famille des Dematiaceae.  Il compte, entre autres espèces, une moisissure qui colonise les semences : Stachybotrys chartarum.

## Maladie et dégâts des semences
C'est un champignon saprophyte qui ne provoque pas de dégât sur les plantes. C'est un destructeur de cellulose que l'on rencontre sur des débris végétaux, sur du papier mais parfois aussi sur des semences.
Sur de jeunes plantules, une légère pourriture des germes peut être observée.

### Espèces concernées
Toutes les semences peuvent être concernées.

### Localisation sur la graine
Sous forme de spores en surface des téguments.

### Fréquence d'apparition
Assez peu fréquent

### Méthodes d'analyse et identification
- Méthode sur gélose à l'extrait de malt ou Malt-agar

Colonies mycéliennes peu développées. D'abord blanc-gris puis noir. Les conidiophores sont dressés, bien différenciés, simples, renflés à la base et mesurent de 25 à  100 µm de longueur. Ils se terminent par un bouquet de 6 à 10 phialides qui produisent des spores brun-noirâtre.

## Liste des espèces et non-classés
Selon Catalogue of Life (2 mars 2013) :
- Stachybotrys alternans
- Stachybotrys breviuscula
- Stachybotrys chartarum
- Stachybotrys cylindrospora
- Stachybotrys dichroa
- Stachybotrys elegans
- Stachybotrys eucylindrospora
- Stachybotrys freycinetiae
- Stachybotrys kampalensis
- Stachybotrys kapiti
- Stachybotrys longispora
- Stachybotrys mangiferae
- Stachybotrys microspora
- Stachybotrys nephrodes
- Stachybotrys nephrospora
- Stachybotrys nilagirica
- Stachybotrys oenanthes
- Stachybotrys parvispora
- Stachybotrys ruwenzoriensis
- Stachybotrys sansevieriae
- Stachybotrys sinuatophora
- Stachybotrys suthepensis
- Stachybotrys theobromae
- Stachybotrys waitakere

Selon Index Fungorum (2 mars 2013) :
- Stachybotrys alternans Bonord. 1851
- Stachybotrys asperula Massee 1893; Anamorphic Hypocreales
- Stachybotrys bambusicola Rifai 1964; Anamorphic Hypocreales
- Stachybotrys breviuscula McKenzie 1991
- Stachybotrys chartarum (Ehrenb.) S. Hughes 1958
- Stachybotrys chlorohalonata B. Andersen & Thrane 2003; Anamorphic Hypocreales
- Stachybotrys clitoriae Bat. & Peres 1960; Anamorphic Hypocreales
- Stachybotrys complementi W. Miyazaki, H. Tamaoka, M. Shinohara, H. Kaise, T. Izawa, Y, Nakano, T. Kinoshita, K. Hong & K. Inoue 1980; Anamorphic Hypocreales
- Stachybotrys cordylines McKenzie 2004; Anamorphic Hypocreales
- Stachybotrys crassa Marchal 1895; Anamorphic Hypocreales
- Stachybotrys cylindrospora C.N. Jensen 1912
- Stachybotrys dakotensis Sacc. 1917; Anamorphic Hypocreales
- Stachybotrys dichroa Grove 1886
- Stachybotrys elasticae Koord. 1907; Anamorphic Hypocreales
- Stachybotrys elegans (Pidopl.) W. Gams 1980
- Stachybotrys elongata Peck 1890; Anamorphic Hypocreales
- Stachybotrys eucylindrospora D.W. Li 2007
- Stachybotrys freycinetiae McKenzie 1991
- Stachybotrys globosa P.C. Misra & S.K. Srivast. 1982; Anamorphic Hypocreales
- Stachybotrys gracilis É.J. Marchal 1894; Anamorphic Hypocreales
- Stachybotrys guttulispora Muhsin & Al-Helfi 1981; Anamorphic Hypocreales
- Stachybotrys havanensis Mercado & J. Mena 1988; Anamorphic Hypocreales
- Stachybotrys humilis Krzemien. & Badura 1954; Anamorphic Hypocreales
- Stachybotrys indica P.C. Misra 1975; Anamorphic Hypocreales
- Stachybotrys jiangziensis Y.M. Wu & T.Y. Zhang 2011; Anamorphic Hypocreales
- Stachybotrys kampalensis Hansf. 1943
- Stachybotrys kapiti Whitton, McKenzie & K.D. Hyde 2001
- Stachybotrys klebahnii G. Burchard 1930; Anamorphic Hypocreales
- Stachybotrys longispora Matsush. 1975
- Stachybotrys lunzinensis Svilv. 1941; Anamorphic Hypocreales
- Stachybotrys mangiferae P.C. Misra & S.K. Srivast. 1982
- Stachybotrys mexicana J. Mena & Heredia 2009; Anamorphic Hypocreales
- Stachybotrys microspora (B.L. Mathur & Sankhla) S.C. Jong & E.E. Davis 1976
- Stachybotrys nephrodes McKenzie 1991
- Stachybotrys nephrospora Hansf. 1943
- Stachybotrys nielamuensis Y.M. Wu & T.Y. Zhang 2009; Anamorphic Hypocreales
- Stachybotrys nilagirica Subram. 1957
- Stachybotrys oenanthes M.B. Ellis 1971
- Stachybotrys pallescens Y.L. Jiang & T.Y. Zhang 2009; Anamorphic Hypocreales
- Stachybotrys pallida Orpurt 1954; Anamorphic Hypocreales
- Stachybotrys palmae Pinruan 2004; Anamorphic Hypocreales
- Stachybotrys palmijunci Rifai 1974; Anamorphic Hypocreales
- Stachybotrys papyrogena (Sacc.) Sacc. 1886; Anamorphic Hypocreales
- Stachybotrys parva R.S. Dwivedi & B.P. Singh 1969; Anamorphic Hypocreales
- Stachybotrys parvispora S. Hughes 1952
- Stachybotrys proliferata K.G. Karand., S.M. Kulk. & Patw. 1992; Anamorphic Hypocreales
- Stachybotrys pulchra Speg. 1896; Anamorphic Hypocreales
- Stachybotrys queenslandica Matsush. 1989; Anamorphic Hypocreales
- Stachybotrys ramosa Dorai & Vittal 1987; Anamorphic Hypocreales
- Stachybotrys ramosa Udaiyan 1992; Anamorphic Hypocreales
- Stachybotrys reniformis Tubaki 1963; Anamorphic Hypocreales
- Stachybotrys renispora P.C. Misra 1976; Anamorphic Hypocreales
- Stachybotrys renisporoides K.G. Karand., S.M. Kulk. & Patw. 1992; Anamorphic Hypocreales
- Stachybotrys reniverrucosa Whitton, McKenzie & K.D. Hyde 2001; Anamorphic Hypocreales
- Stachybotrys ruwenzoriensis Matsush. 1985
- Stachybotrys sansevieriae G.P. Agarwal & N.D. Sharma 1974
- Stachybotrys sinuatophora Matsush. 1971
- Stachybotrys socia (Sacc.) Sacc. 1909; Anamorphic Hypocreales
- Stachybotrys sphaerospora Morgan-Jones & R.C. Sinclair 1980; Anamorphic Hypocreales
- Stachybotrys stilboidea Munjal & J.N. Kapoor 1969; Anamorphic Hypocreales
- Stachybotrys striatispora Orpurt 1954; Anamorphic Hypocreales
- Stachybotrys subreniformis Q.R. Li & Y.L. Jiang 2011; Anamorphic Hypocreales
- Stachybotrys suthepensis Photita, P. Lumyong, K.D. Hyde & McKenzie 2003
- Stachybotrys terrestris J.H. Kong & T.Y. Zhang 2007; Anamorphic Hypocreales
- Stachybotrys thaxteri D.W. Li 2011; Anamorphic Hypocreales
- Stachybotrys theobromae Hansf. 1943
- Stachybotrys thermotolerans McKenzie 2004; Anamorphic Hypocreales
- Stachybotrys variabilis H.F. Wang & T.Y. Zhang 2009; Anamorphic Hypocreales
- Stachybotrys verrucispora Matsush. 1985; Anamorphic Hypocreales
- Stachybotrys verrucosa Cooke & Massee 1888
- Stachybotrys virgata Krzemien. & Badura 1954; Anamorphic Hypocreales
- Stachybotrys voglinii Cif. 1922; Anamorphic Hypocreales
- Stachybotrys waitakere Whitton, McKenzie & K.D. Hyde 2001
- Stachybotrys xanthosomatis Mercado & J. Mena 1988; Anamorphic Hypocreales
- Stachybotrys xigazensis Y.M. Wu & T.Y. Zhang 2011; Anamorphic Hypocreales
- Stachybotrys yunnanensis H.Z. Kong 1997; Anamorphic Hypocreales
- Stachybotrys zeae Morgan-Jones & Karr 1976; Anamorphic Hypocreales
- Stachybotrys zhangmuensis Y.M. Wu & T.Y. Zhang 2009; Anamorphic Hypocreales
- Stachybotrys zuckii K. Matsush. & Matsush. 1995; Anamorphic Hypocreales

Selon NCBI (2 mars 2013) :
- Stachybotrys bisbyi
- Stachybotrys chartarum
  - non-classé Stachybotrys chartarum IBT 40288
  - non-classé Stachybotrys chartarum IBT 40293
  - non-classé Stachybotrys chartarum IBT 7711
- Stachybotrys chlorohalonata
  - non-classé Stachybotrys chlorohalonata IBT 40285
- Stachybotrys cylindrospora
- Stachybotrys dichroa
- Stachybotrys echinata
- Stachybotrys elegans
- Stachybotrys kampalensis
- Stachybotrys longispora
- Stachybotrys microspora
- Stachybotrys nephrospora
- Stachybotrys oenanthes
- Stachybotrys parvispora
- Stachybotrys sansevieriae
- Stachybotrys subsimplex
- Stachybotrys theobromae
- aff. Stachybotrys sp. LA227

Selon World Register of Marine Species (2 mars 2013) :
- Stachybotrys chartarum (Ehrenb.) S. Hughes, 1958
- Stachybotrys mangiferae P.C. Misra & S.K. Srivast., 1982